# Taïeb Slim
Pour les articles homonymes, voir Famille Slim.
Taïeb Slim, né en 1914 et décédé en 1993, est un homme politique tunisien.

## Famille
Il naît au sein d'une famille de l'aristocratie tunisoise d'origine grecque : son arrière-grand-père Kafkalas, devenu le général Slim, est acheté sur le marché des esclaves et vendu comme mamelouk à un commerçant djerbien qui l'offre au bey de Tunis au début du XIXe siècle ; ce dernier l'éduque, le libère et fait de lui son ministre de la Guerre. Son grand-père paternel est un caïd-gouverneur qui dirige la riche province du cap Bon. Sa mère appartient à la famille Bayram, une famille noble tunisoise originaire de Turquie, qui avait pris de l'importance en Tunisie et célèbre dans le monde arabe pour ses érudits en droit musulman et le grand nombre de ses notables religieux,,. Il est le frère de Mongi et Hédi Slim.

## Carrière
Militant actif, il appartient en 1940 au sixième bureau politique du Néo-Destour avec son frère Hédi, son cousin Habib Thameur, Rachid Driss, Ferjani Bel Haj Ammar, Jallouli Farès, Slaheddine Bouchoucha, Ammar Dakhlaoui, Ahmed Bellagha, Mohamed Ben Hamouda et Brahim Ben Hamida. Il fonde un journal néo-destourien avec Rachid Driss, qu'il confectionne à la demeure des Slim, dans l'impasse de la Guerre du quartier tunisois de Halfaouine. Le 21 janvier 1941, il est arrêté à la frontière près de Ben Gardane et incarcéré avec une vingtaine de militants ; ils sont traduits en justice en février 1942.
Après la Seconde Guerre mondiale, il fait partie du Bureau du Maghreb arabe créé au Caire avec Thameur, Driss et Habib Bourguiba.
En septembre 1956, il est envoyé comme ambassadeur à Londres. Adhérent du Parti socialiste destourien, il devient représentant permanent de la Tunisie aux Nations unies à New York de 1962 à 1967, représentant personnel du président Bourguiba entre le 26 octobre 1967 et le 12 juin 1970, puis ministre d'État du 29 octobre 1971 au 30 novembre 1973. Représentant aux Nations unies à Genève puis ambassadeur au Canada de 1974 à 1980, il est à nouveau représentant permanent de la Tunisie aux Nations unies de 1980 à 1985.